# Gerard Desreumaux
Gerard Desreumaux (Wervik, 5 januari 1923 - Menen, 27 november 1982) was een Belgisch accordeonist. Sinds de jaren 1960 stond hij bekend als de "Koning van de Swing" en "De Grote Virtuoos van de Accordeon" (Frans: Le Grande Le Grand Virtuose de l' Accordeon).

## Loopbaan
Op 16-jarige leeftijd won hij het "Grote Concours van de Accordeon" in Roubaix (Frankrijk), waar meer dan 100 accordeonisten aan deelnamen.

Gedurende zijn meer dan 40-jarige carrière maakte Desreumaux ruim 240 composities en 600 verschillende platen – zowel langspeelplaten als singles. In 1969 richtte hij samen met zijn vaste pianist Armand Stragier een eigen platenlabel op met de naam Carina Records. Desreumaux was tevens lid van de Belgische belangenvereniging voor auteurs en componisten SABAM, Société d’Auteurs Belge – Belgische Auteurs Maatschappij. Desreumaux speelde samen met grote namen zoals Jacques Brel, Shirley Bassey en Burt Blanca.

Hij werd meermaals door de Franse televisie gevraagd om (in Frankrijk) concerten te komen geven, maar Desreumaux wilde in de buurt van zijn woonplaats – in België – blijven.
Naast een grote familie had Desreumaux zelf ook zeven kinderen. Op 27 november 1982 overleed Desreumaux op 59-jarige leeftijd aan de gevolgen van een ongeneeslijke ziekte.